# Ilaria Debertolis
Ilaria Debertolis, née le 17 septembre 1989 à Feltre, en Vénétie, est une fondeuse italienne.

## Biographie
Membre du club G.S Fiamme Oro, Debertolis connaît sa première expérience internationale au Festival olympique de la jeunesse européenne en 2007 à Jaca, se classant notamment huitième sur 7,5 kilomètres en style libre. Elle est plus tard sélectionnée pour les Championnats du monde junior 2008 et 2009.
Elle prend part à trois éditions des Championnats du monde des moins de 23 ans entre 2010 et 2012, pour enregistrer comme meilleur résultat une quinzième place à la poursuite à Otepää en 2011, année où elle fait ses débuts en Coupe du monde à Davos. En mars 2012, l'Italienne obtient son premier podium dans la Coupe OPA lors d'un cinq kilomètres libre à Rogla, et sa première victoire en fin d'année 2012 au cinq kilomètres à Goms. 
Ensuite, lors du Tour de ski, elle marque ses premiers points avec une 21e place au sprint de Val Müstair. Cet hiver, elle a l'honneur de défendre son pays aux Championnats du monde à Val di Fiemme, où elle dispute une finale au sprint par équipes qui s'achève par une cinquième place en compagnie de Marina Piller.
Les saisons suivantes, elle s'illustre aussi en courses de distance, prenant notamment la 19e place au Tour de ski 2014-2015.
En décembre 2016, elle signe ses premiers résultats dans le top dix à Davos, arrivant huitième du quinze kilomètres et dixième du sprint, à chaque fois en style libre.
Aux Championnats du monde 2017, à Lahti, elle réalise ses meilleures performances dans des mondiaux avec une 19e sur le sprint et la 14e place sur le trente kilomètres, à chaque fois avec la technique libre.
Elle compte deux participations aux Jeux olympiques, en 2014 à Sotchi, où elle prend la 31e place en sprint, la 41e place au trente kilomètres, la douzième place en sprint par équipes et n'est pas classée au relais et en 2018 à Pyeongchang, où elle finit 31e du dix kilomètres libre, 49e du skiathlon et neuvième du relais.
À l'été 2015, à Val di Fiemme, elle obtient sa première médaille aux Championnats du monde de rollerski, en argent, sur 19 km.
À partir de 2009, elle est en couple avec le fondeur Dietmar Nöckler.

## Palmarès

### Jeux olympiques
| Épreuve / Édition   | Sprint                           | Sprint                           | 10 km                            | 10 km                            | Skiathlon 2 × 7,5 km | 30 km | Relais | Relais   |
| Épreuve / Édition   | libre                            | classique                        | libre                            | classique                        | Skiathlon 2 × 7,5 km | 30 km | Sprint | 4 × 5 km |
| JO 2014 Sotchi      | 31e                              | Épreuve inexistante à cette date | Épreuve inexistante à cette date | —                                | —                    | 41e   | 12e    | nc       |
| JO 2018 Pyeongchang | Épreuve inexistante à cette date | —                                | 31e                              | Épreuve inexistante à cette date | 49e                  | —     | —      | 9e       |

Légende :
- : pas d'épreuve
- — : Non disputée par Debertolis
- nc : non classée

### Championnats du monde
| Épreuve / Édition           | Sprint                           | Sprint                           | 10 km                            | 10 km                            | Skiathlon 2 × 7,5 km | 30 km | Relais | Relais   |
| Épreuve / Édition           | libre                            | classique                        | libre                            | classique                        | Skiathlon 2 × 7,5 km | 30 km | Sprint | 4 × 5 km |
| Mondiaux 2013 Val di Fiemme | Épreuve inexistante à cette date | 55e                              | 39e                              | Épreuve inexistante à cette date | —                    | —     | 5e     | —        |
| Mondiaux 2015 Falun         | Épreuve inexistante à cette date | —                                | 21e                              | Épreuve inexistante à cette date | —                    | —     | 11e    | 9e       |
| Mondiaux 2017 Lahti         | 19e                              | Épreuve inexistante à cette date | Épreuve inexistante à cette date | —                                | 31e                  | 16e   | 9e     | 10e      |
| Mondiaux 2019 Seefeld       | 58e                              | Épreuve inexistante à cette date | Épreuve inexistante à cette date | —                                | —                    | 38e   | —      | 7e       |
| Mondiaux 2021 Oberstdorf    | Épreuve inexistante à cette date | -                                | 32e                              | Épreuve inexistante à cette date | —                    | —     | -      | -        |

Légende :
- : pas d'épreuve
- — :  Épreuve non disputée par Debertolis

### Coupe du monde
- Meilleur classement général : 29e en 2017.
- Meilleur résultat individuel : 8e.

#### Classements en Coupe du monde
| Année     | Classement général final | Classement distance | Classement sprint |
| 2012-2013 | 102e                     | -                   | 65e               |
| 2013-2014 | 92e                      | 69e                 | 75e               |
| 2014-2015 | 54e                      | 53e                 | 52e               |
| 2015-2016 | 75e                      | 63e                 | 53e               |
| 2016-2017 | 29e                      | 26e                 | 28e               |
| 2018-2019 | 94e                      |                     | 62e               |
| 2019-2020 | 92e                      | 73e                 | 79e               |
| 2020-2021 | 95e                      | 72e                 | 86e               |

### Championnats du monde de rollerski
- Val di Fiemme 2015 :
  -  Médaille d'argent sur 19 kilomètres libre.

### Coupe OPA
- Première du classement général en 2020, 3e en 2019.
- 18 podiums individuels, dont 7 victoires.